# Брезје (Загорје об Сави)
Брезје (словен. Brezje) је насељено место у општини Загорје об Сави, Засавска регија, Словенија.

## Историја
До територијалне реорганизације у Словенији било је у саставу старе општине Загорје об Сави.

## Становништво
У попису становништва из 2011. године, Брезје је имало 111 становника.
| Број становника према пописима | Број становника према пописима | Број становника према пописима |
| ------------------------------ | ------------------------------ | ------------------------------ |
| 1991                           | 2002                           | 2011                           |
| 119                            | 143                            | 111                            |

Напомена: Године 2008. умањено за део насеља који је припојен насељу Ореховица.